# バウンスメール
バウンスメール (bounce message) とは、電子メールの仕組みにおいて、送信したメールメッセージが何等かの理由で目的の送信先に正常に配信されなかった場合に、メールサーバからその旨を送信元に通知されるメールメッセージのこと。エラーメールやリターンメールとも称される。

## 概要

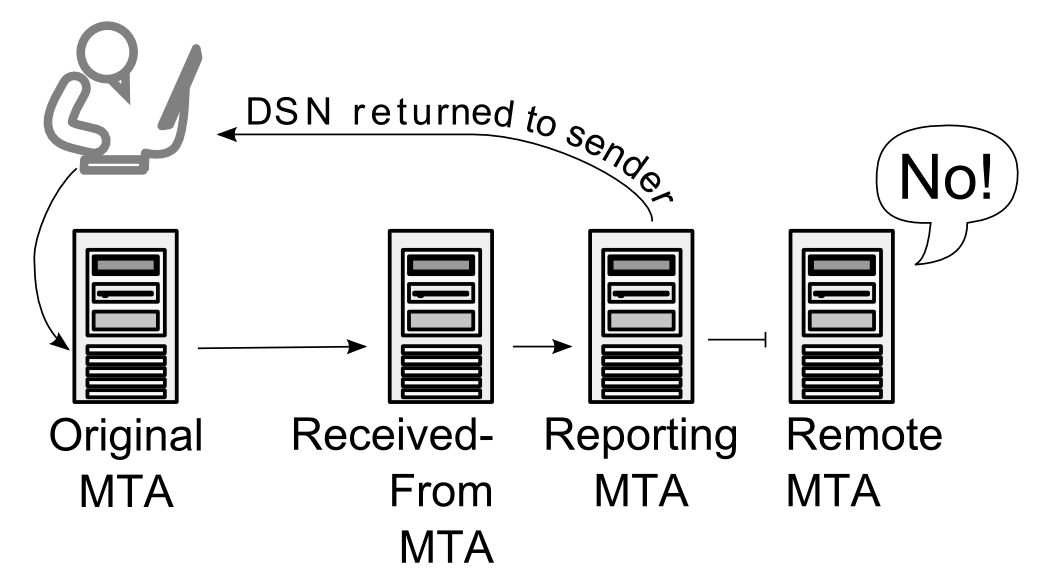
メールサーバ（SMTPサーバ）によるメッセージ中継で、配送（中継）先に拒否されたメールサーバが、バウンスメールを返送する。バウンスメールの送信元アドレスのドメイン名部分は、しばしばバウンスメールを送信したメールサーバのサーバ名が使われる。

「バウンス」(bounce)とは、「跳ね返す」意味をもつ英単語である。送信先に受け取られなかったことを送信元に知らせるためのメールであるが、受け取られなかった場合にバウンスメールが送信元に必ず送られるとは限らない。
ハードバウンス恒久的な原因によるバウンスメール。メールアドレスを管理するメールサーバが見つからない、メールアドレス（メールボックス）が見つからない、メールアドレスの書式が不正、など。
ソフトバウンス一時的な原因によるバウンスメール。メールボックスが満杯、メッセージサイズが大きすぎる、など。

## メッセージ例
メールアドレス recipient@example.net が見つからない場合
送信元（差出人）
```
MAILER-DAEMON <MAILER-DAEMON@bounce.mail1.rejectedmailserver.net>
```

件名
```
Returned mail: see transcript for details
```

本文
```
The original message was received at Wed, 4 Nov 2015 02:40:01 +0200
from mx4.rejectingmailserver.net [10.25.162.15]

----- The following addresses had permanent fatal errors -----
<recipient@example.net>
(reason: 550 5.1.1 <recipient@example.net>... User unknown)

----- Transcript of session follows -----
... while talking to [mx4.rejectingmailserver.net]:
```

件名として
- Returned mail: see transcript for details
- Delivery Status Notification (Failure / Delay)
- Mail delivery failed: returning message to sender

などがつけられる。